# Welfengarten

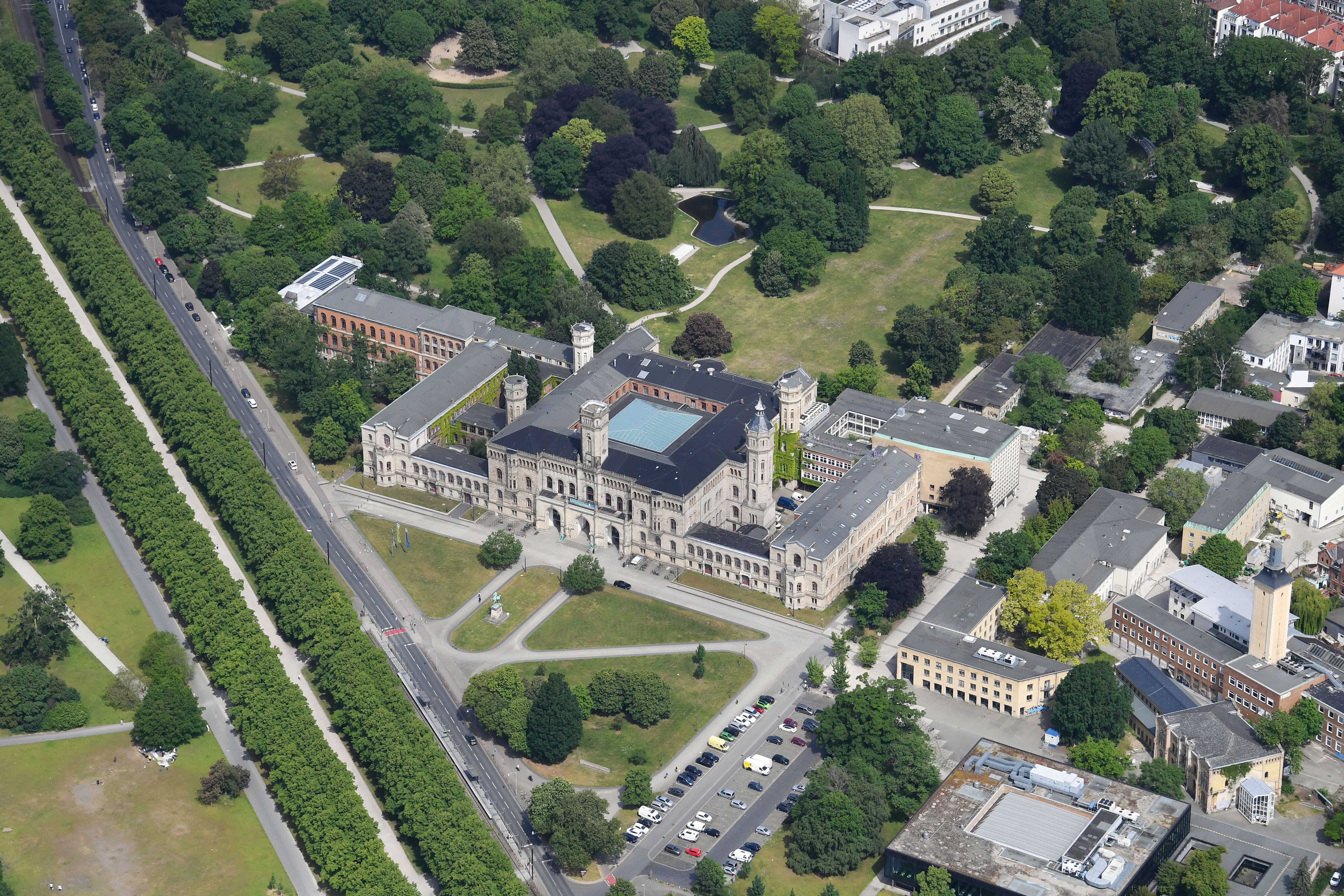
Welfengarten und Welfenschloss von Südosten aus der Luft gesehen

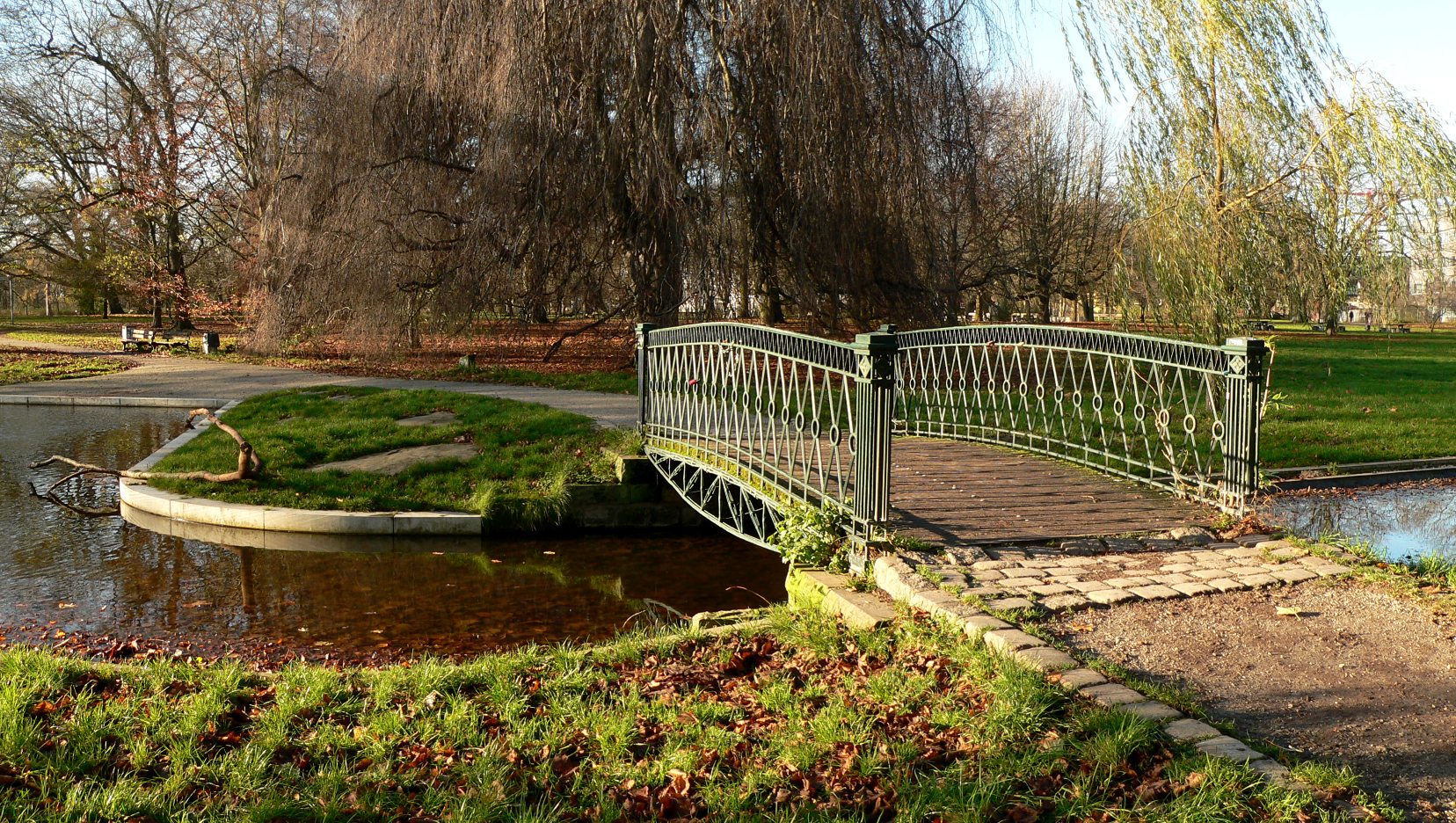
Lavesbrücke mit Linsenträger im Welfengarten

Der Welfengarten im hannoverschen Stadtteil Nordstadt ist ein Stadtpark im Stil englischer Landschaftsgärten. Zusammen mit dem Großen Garten, dem Berggarten und dem Georgengarten gehört er zu den Herrenhäuser Gärten.

## Barockgarten am Schloss Monbrillant

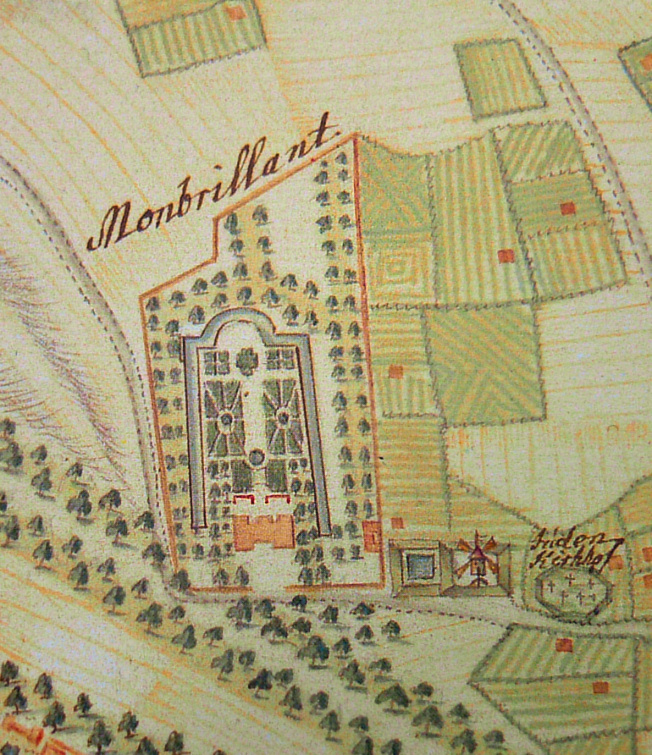
Schloss Montbrillant mit Garten und Herrenhäuser Allee 1763

1717 wurde nördlich der Herrenhäuser Allee das Schloss Monbrillant als Wohnsitz des Grafen von Platen erbaut.
Den Garten dazu legte der Gartenkünstler Ernst August Charbonnier 1720 im barocken Stil an. Prägende Elemente waren dabei die rechteckige Graft mit absidialem Abschluss (ähnlich der im Großen Garten in Hannover-Herrenhausen) sowie der streng achsensymmetrische Aufbau des Gartens mit der dominierenden Mittelachse.
1843 bis 1846 wurden unter Beteiligung des führenden Architekten des Königreich Hannovers Georg Ludwig Friedrich Laves im Schlosspark zwei Fußgängerbrücken zur Querung der damaligen Graft gebaut. Eine Brücke ist davon erhalten geblieben. Das Schloss wurde 1857 abgerissen und in Georgsmarienhütte wieder aufgebaut.

## Welfenschloss

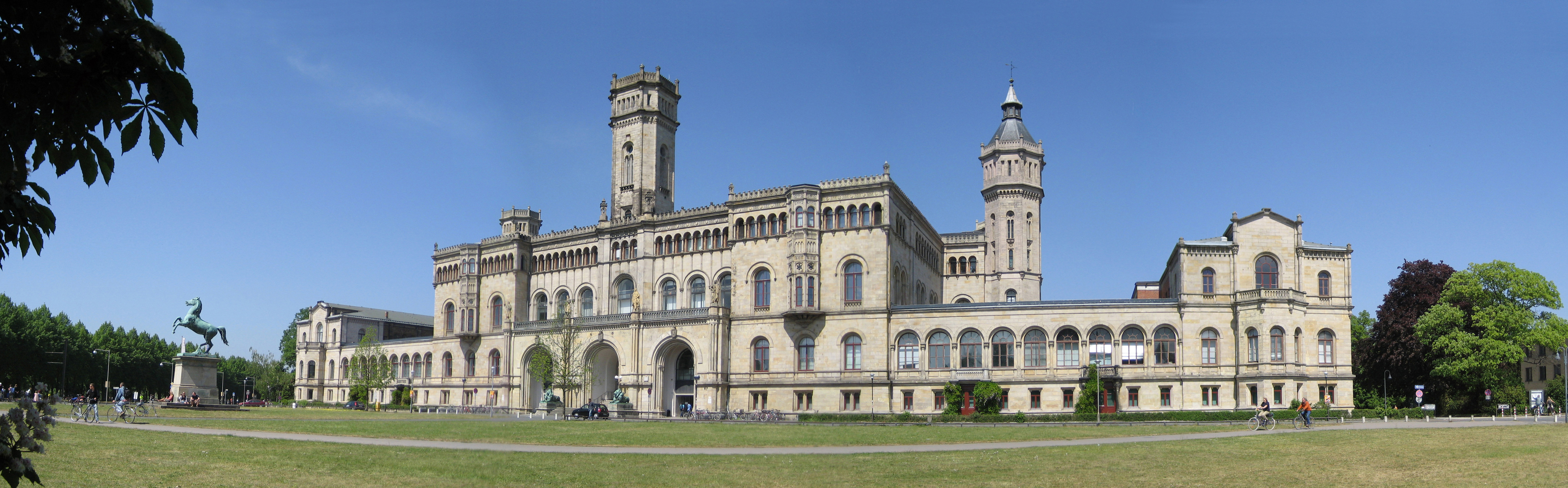
Das Welfenschloss heute: Sitz der Universität Hannover

Zwischen 1857 und 1866 wurde an gleicher Stelle das Welfenschloss errichtet, das von Welfengarten und Prinzengarten umgeben ist. Noch vor der Fertigstellung des Baus annektierte Preußen nach dem Krieg von 1866 das Königreich Hannover, so dass das Schloss nie seiner Bestimmung entsprechend genutzt wurde. Nach langem Leerstand wurde das Schloss 1879 Sitz der Technischen Hochschule, die aus dem Zentrum an den damaligen Stadtrand verlegt wurde. Aus dieser Hochschule ging die heutige Gottfried Wilhelm Leibniz Universität Hannover hervor.
Vor dem Universitätsgebäude steht seit 1879 eine von Albert Wolff 1866 entworfene Pferdeskulptur aus Bronze. Sie ist nach dem Vorbild seiner eigenen Skulptur der „Löwenkämpfergruppe“ am Alten Museum in Berlin gestaltet. Allgemein wird die Skulptur als figürliche Darstellung des Niedersachsenrosses als Wappentier des Landes Niedersachsen angesehen. Der Welfengarten wurde durch den Zweiten Weltkrieg in Mitleidenschaft gezogen und danach als Campus der Technischen Hochschule in veränderter Form wieder hergerichtet. 1961 veräußerte Ernst August von Hannover als Oberhaupt des Hauses Hannover das Schlossgrundstück an die Stadt Hannover.